# Maurice Robert Miniot
Maurice Robert Miniot, né le 14 janvier 1884 à Paris où il est mort 1er février 1945, est un artiste peintre français.

## Biographie
Maurice Robert Miniot est le fils d'Arthur Miniot, dessinateur graveur, et de Marie Victorine Lecul.
En 1904, il épouse Eugénie Adèle Héloïse Dutheil à Saint-Maur-des-Fossés.
Il est élève de Jules Adler et devient membre de la Société des artistes français. Il expose au Salon dès 1920.
En 1926, il obtient une mention honorable accompagnée du prix Marie-Bashkirtseff.
Devenu veuf, il épouse en secondes noces, Mathilde Arbey.
Il meurt à son domicile de la rue du Faubourg-Saint-Antoine le 1er février 1945, à l'âge de 61 ans. Il est inhumé au cimetière Pasteur à Bagnolet.